# Dobczyce (gmina)
Dobczyce est une gmina mixte du powiat de Myślenice, Petite-Pologne, dans le sud de Pologne. Son siège est la ville de Dobczyce, qui se situe environ 15 km au nord-est de Myślenice et 22 km au sud-est de la capitale régionale Cracovie.
La gmina couvre une superficie de 66,63 km2 pour une population de 13 941 habitants.

## Géographie
Outre la ville de Dobczyce, la gmina inclut les villages de Bieńkowice, Brzączowice, Brzezowa, Dziekanowice, Kędzierzynka, Kornatka, Niezdów, Nowa Wieś, Rudnik, Sieraków, Skrzynka, Stadniki et Stojowice.
La gmina borde les gminy de Gdów, Myślenice, Raciechowice, Siepraw, Wieliczka et Wiśniowa.